# Peter Kafka (Journalist)
Peter Kafka ist ein US-amerikanischer Journalist. Er arbeitet als leitender Redakteur (Executive Editor) beim Technikblog Recode.

## Karriere
Nach seinem Studium an der University of Wisconsin–Madison begann Peter Kafka im Jahr 1997 mit seiner journalistischen Arbeit als Mitarbeiter der Zeitschrift Forbes. Dort war er mit der Berichterstattung zu den Themen Medien und Technik betraut. 2005 verantwortete er den Aufbau der Webpräsenz von Forbes. 2007 wurde er als erster Mitarbeiter und Chef vom Dienst (Managing Editor) bei der Nachrichtenseite Silicon Alley Insider eingestellt. Seit 2008 ist er als Journalist für All Things Digital tätig, ab 2011 produzierte er die zu All Things Digital gehörende Medienkonferenz D: Dive Into Media.
Nachdem All Things Digital Ende 2013 aufgegeben wurde und die Gründer Walter Mossberg und Kara Swisher zu Jahresbeginn 2014 den neuen Technologieblog Recode gründeten, wechselte Kafka gemeinsam mit ihnen zur neuen Website und ist als leitender Redakteur (Senior Editor) für die Sparte Medien zuständig. An Recode sind ebenfalls Konferenzen angeschlossen, wobei Peter Kafka die Medienkonferenz Code Media produziert. Seit dem 17. Februar 2016 betreibt er bei Recode den Medienpodcast Recode Media with Peter Kafka, wobei er einmal wöchentlich ein Interview mit einer Persönlichkeit zum Thema Medien und Technologie veröffentlicht. Seit 2018 ist er Koproduzent der Code Conference und wurde bei Recode zum leitenden Redakteur (Executive Editor) ernannt.
Ab Neujahr 2024 ist Peter Kafka Chefkorrespondent bei der Nachrichtenseite Business Insider, dem Nachfolger seines früheren Arbeitgebers Silicon Alley Insider.